# Pau Llaneras
Llaneras  Casas est un nom espagnol. Le premier nom de famille, en général paternel, est Llaneras ; le second, en général maternel, souvent omis, est Casas.
Pau Llaneras Casas, né le 26 janvier 1999, est un coureur cycliste espagnol. Il participe à des compétitions sur route et sur piste.

## Biographie
Pau Llaneras est le fils de l'ancien cycliste professionnel Joan Llaneras, double champion olympique sur piste,.  
En 2015, il est sacré champion d'Espagne de la course aux points chez les cadets (moins de 17 ans). Trois ans plus tard, il intègre le club basque Ampo-Goierriko TB. Avec le comité des îles Baléares, il devient double champion d'Espagne, dans la poursuite par équipes et la course à l'élimination espoirs. Il intègre ensuite la réserve de la formation Caja Rural-Seguros RGA en 2019. Toujours actif sur piste, il est champion d'Espagne de l'omnium dans la catégorie des espoirs. Il participe aussi à diverses compétitions sur route. 
Lors de la saison 2021, il devient champion national espoir dans l'omnium pour la troisième année consécutive. Sur route, il s'impose sur la première étape du Tour de Castellón. Il n'est toutefois pas retenu pour rejoindre l'équipe professionnelle de Caja Rural. Pau Llaneras quitte alors cette structure pour s'engager avec le club Arabay, basé aux îles Baléares. Sous ses nouvelles couleurs, il obtient de nouvelles victoires en 2022. Il remporte une étape au Tour de Guadalentín, au Gran Premi Vila-real et à la Vuelta a Toledo Imperial. 
En 2024, son club Arabay monte une équipe continentale. Pau Llaneras y passe professionnel, à l'âge de vingt-cinq ans. Il effectue sa reprise au mois de janvier sur les épreuves du Challenge de Majorque. En juillet, il se classe vingt-troisième du Tour de Castille-et-León.

## Palmarès sur route
- 2017
  - Trofeu San Roc
- 2019
  - Trofeu Pla de Mallorca
  - 3e du San Bartolomé Saria
- 2020
  - Champion des îles Baléares sur route
- 2021
  - 1re étape du Tour de Castellón
  - 3e du San Juan Sari Nagusia
- 2022
  - 3e étape du Tour de Guadalentín
  - 2e étape du Gran Premi Vila-real
  - 3e étape de la Vuelta a Toledo Imperial
  - 2e du Premio Nuestra Señora de Oro

## Palmarès sur piste

### Championnats nationaux
- 2015
  -  Champion d'Espagne de course aux points cadets
- 2018
  -  Champion d'Espagne de poursuite par équipes (avec Albert Torres, Xavier Cañellas et Marc Buades)
  -  Champion d'Espagne du scratch espoirs
- 2019
  -  Champion d'Espagne de l'omnium espoirs
- 2020
  -  Champion d'Espagne de l'omnium espoirs
- 2021
  -  Champion d'Espagne de l'omnium espoirs
  - 2e du championnat d'Espagne de l'omnium
  - 2e du championnat d'Espagne de l'américaine
- 2022
  - 2e du championnat d'Espagne de l'américaine